# Gare de Villiers-le-Bel - Gonesse - Arnouville
La gare de Villiers-le-Bel - Gonesse - Arnouville est une gare ferroviaire française de la ligne de Paris-Nord à Lille, située sur le territoire de la commune d'Arnouville, à proximité de Villiers-le-Bel, au nord-ouest, et de Gonesse, à l'est, dans le département du Val-d'Oise en région Île-de-France.
Ouverte en 1859 par la compagnie des chemins de fer du Nord, c'est aujourd'hui une gare de la Société nationale des chemins de fer français (SNCF) desservie par les trains de la ligne D du RER. Elle se situe à 14,8 kilomètres de la gare de Paris-Nord.

## Situation ferroviaire
La gare de Villiers-le-Bel - Gonesse - Arnouville, établie à 69 m d'altitude, est située au point kilométrique (PK) 14,759 de la ligne de Paris-Nord à Lille, entre les gares de Garges - Sarcelles et de Goussainville.

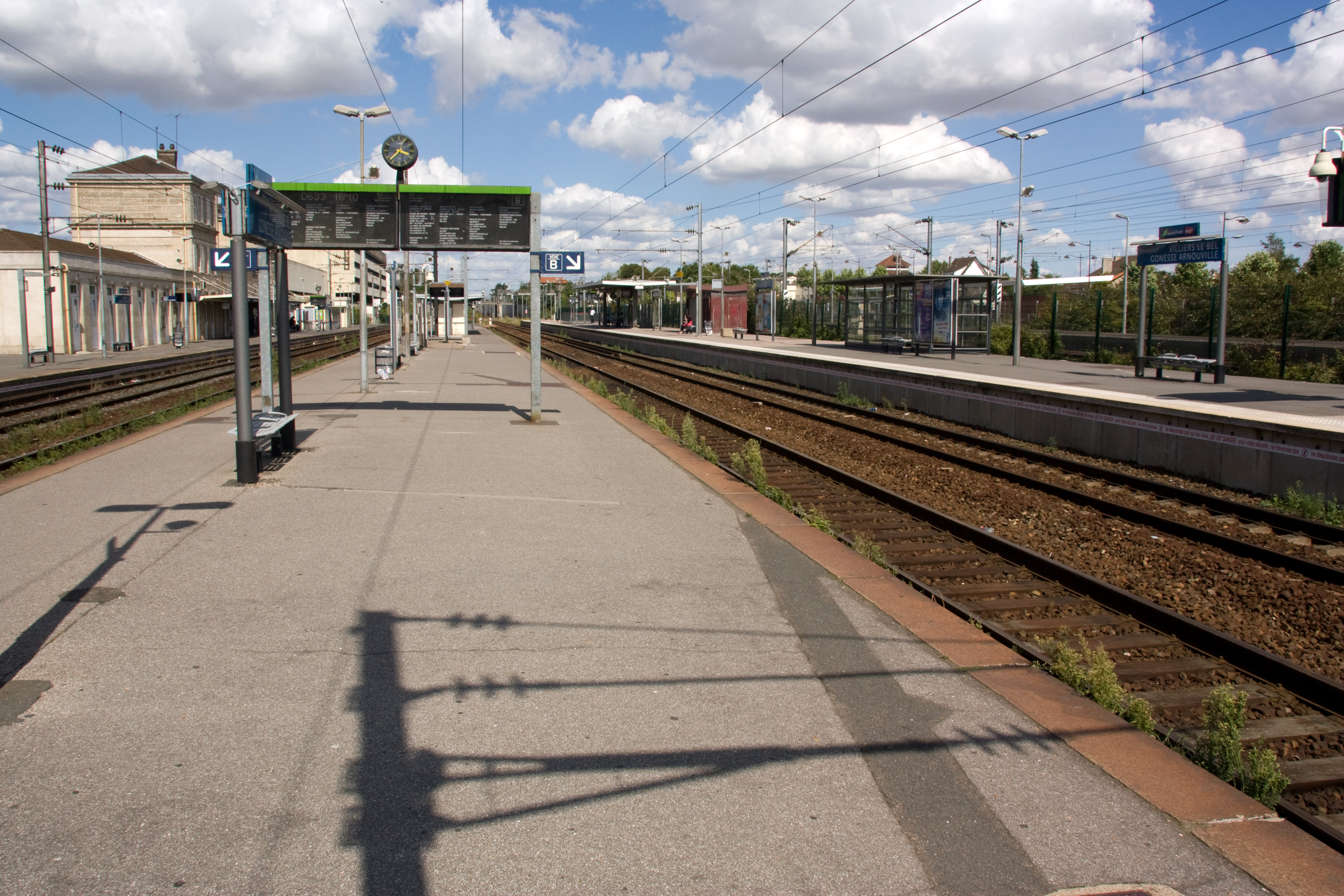
La gare avec ses voies et quais.

## Histoire
La ligne de Saint-Denis à Creil via Survilliers - Fosses fut ouverte en 1859 par la compagnie des chemins de fer du Nord après six ans d'études puis doublée en 1907. Une cinquième voie fut posée lors de la construction de la LGV Nord au début des années 1990 entre Pierrefitte et la nouvelle bifurcation de Gonesse.
En 2019, la SNCF estime la fréquentation annuelle de la gare à 12 001 779 voyageurs contre 12 130 982 en 2018.

## Services voyageurs

### Accueil

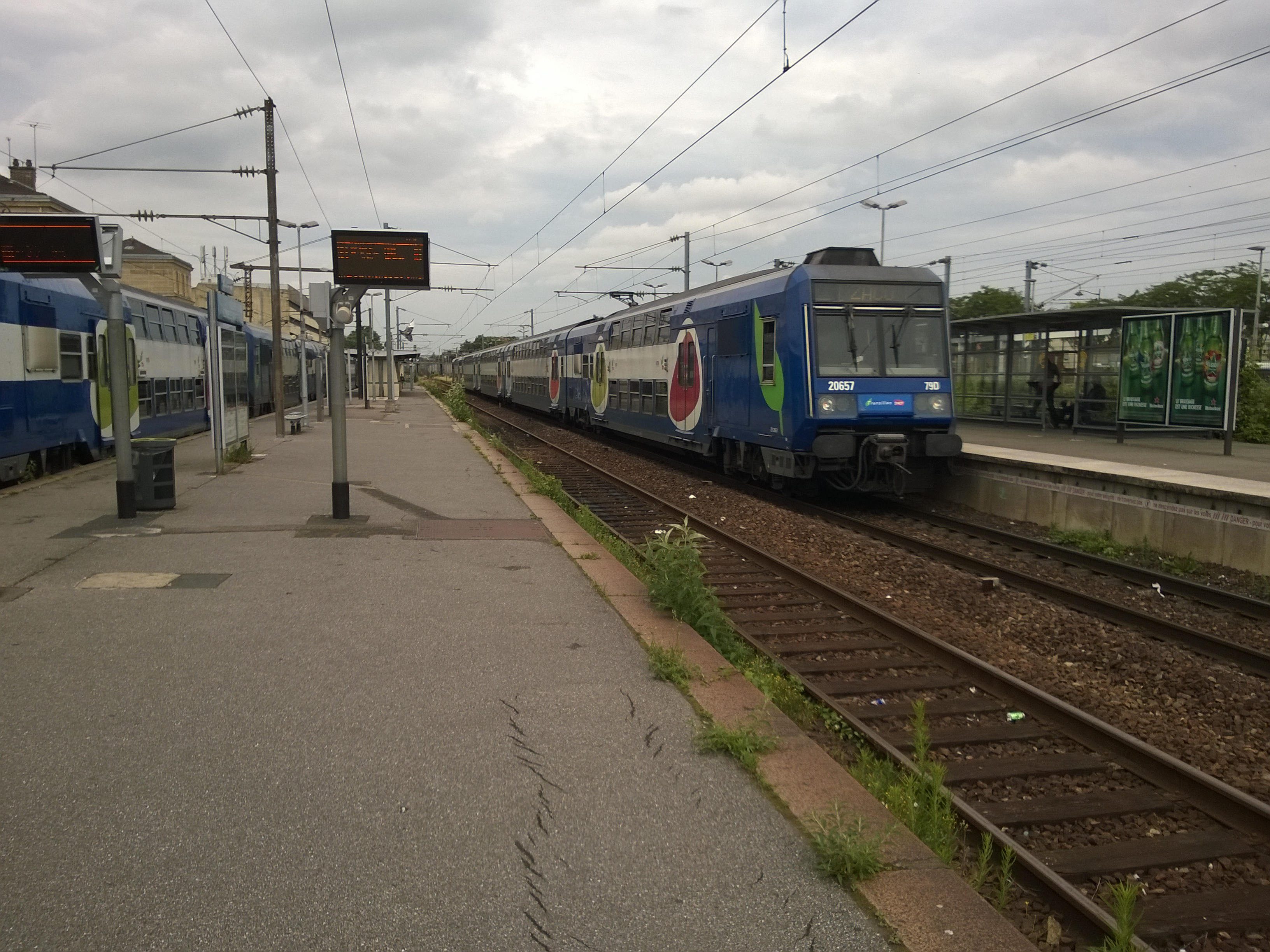
Z 20500 pour Melun (ZACO).

Gare SNCF du réseau Transilien, elle offre, dans un bâtiment voyageurs déjà ancien, divers services avec, notamment, une présence commerciale quotidienne du lundi au dimanche, et des aménagements et services pour les personnes à mobilité réduite. Elle est équipée d'automates pour la vente des titres de transport (Transilien, Navigo et grandes lignes) ainsi que d'un « système d'information sur les circulations des trains en temps réel ».

### Desserte
Elle est desservie par les trains de la ligne D du RER.

### Intermodalité
De 1878 à 1949, une ligne de tramway, le tramway de Villiers-le-Bel, reliait la gare au village de Villiers-le-Bel.
Un parc à vélos et des parkings pour les véhicules sont aménagés. La gare est desservie par les lignes 20, 22, 23, 24, 25, 35, 36, 37 et Soirée Gonesse du réseau de bus Roissy Ouest, par les lignes 268, 270 et 370 du réseau de bus RATP et, la nuit, par la ligne N146 du réseau Noctilien.

## À proximité
- Église Saint-Jean-Apôtre des Chaldéens

## Galerie de photographies

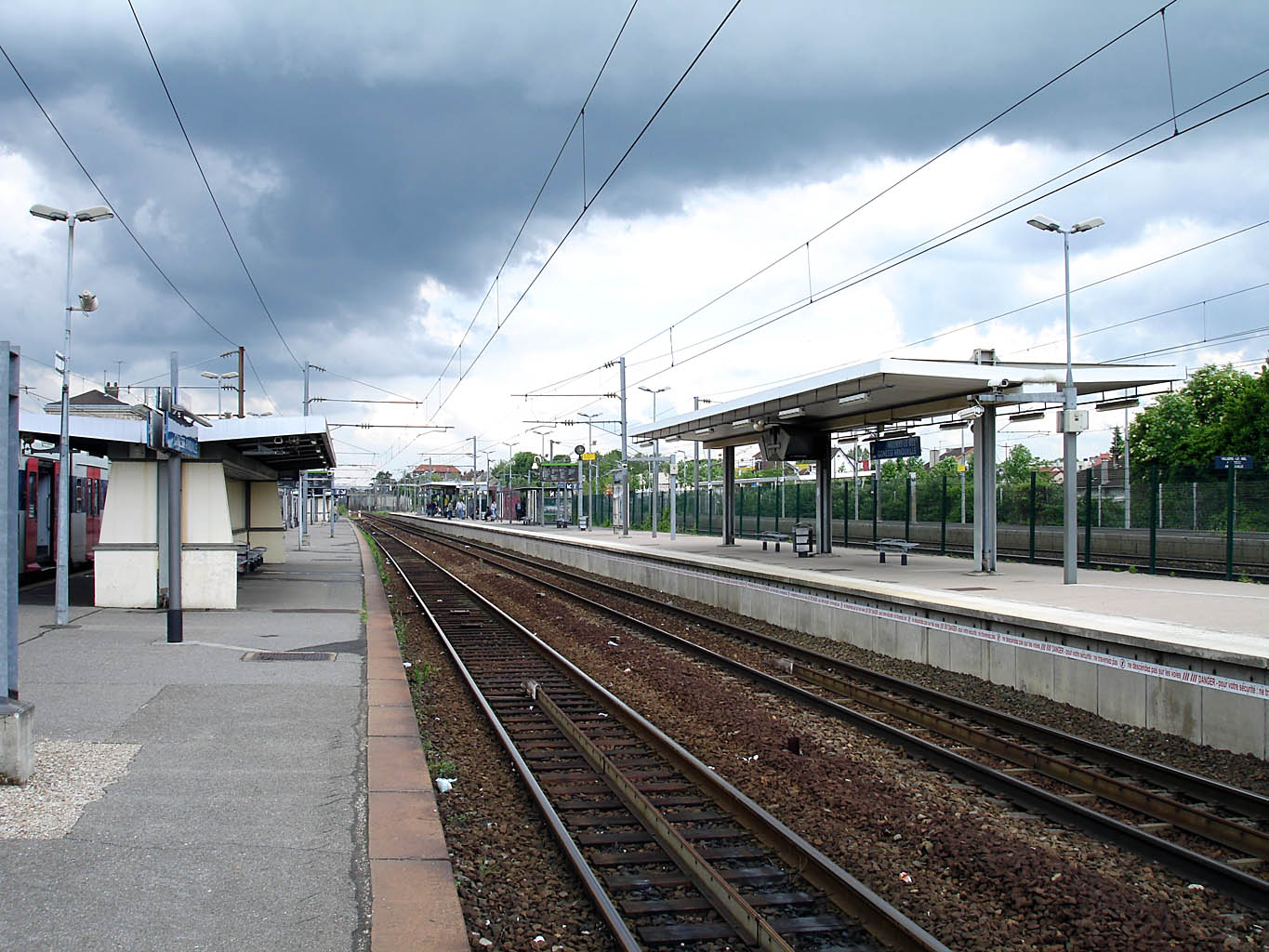
Vue d'ensemble des voies et quais.
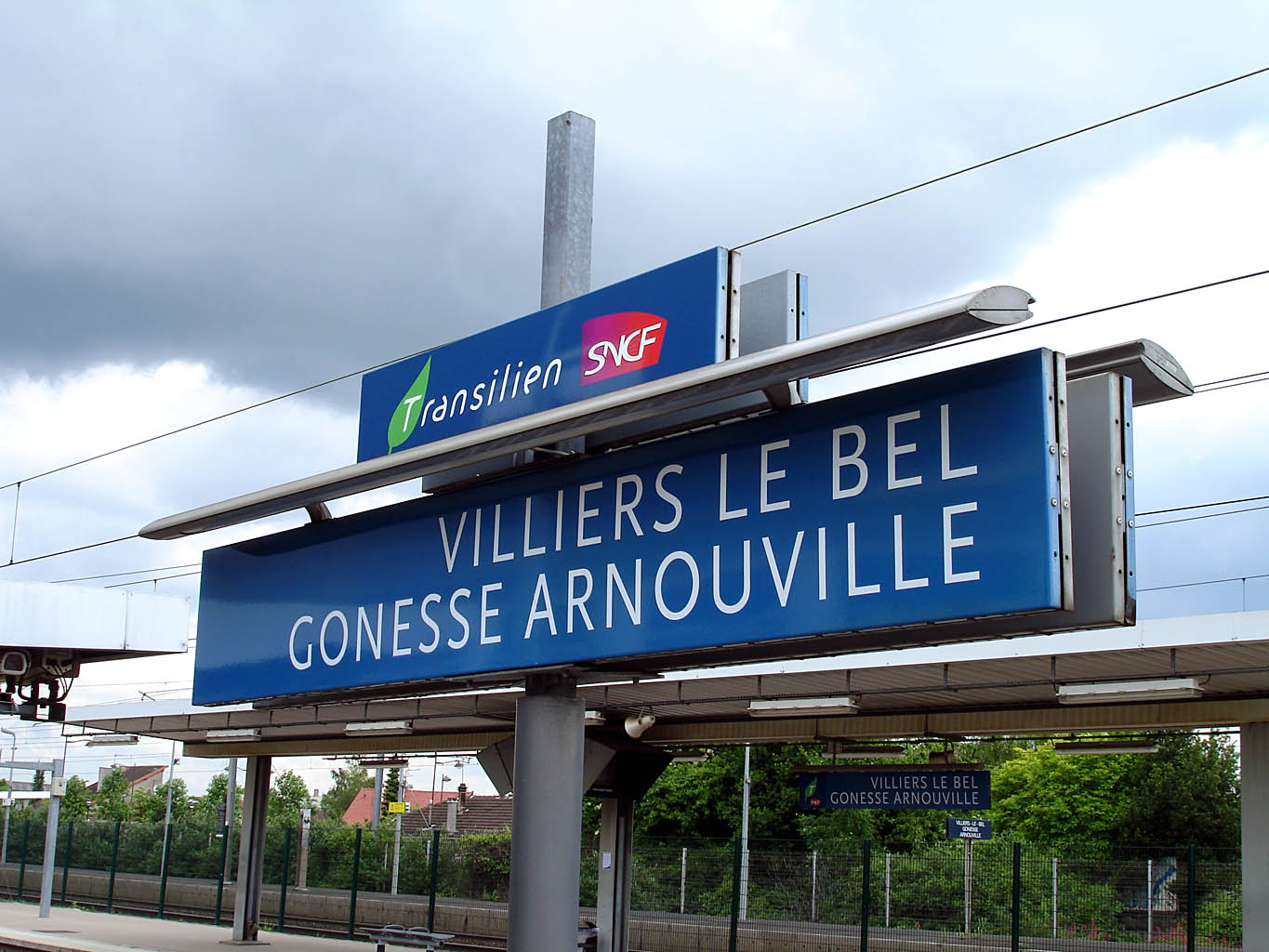
Panneau de quai avec le nom de la gare.
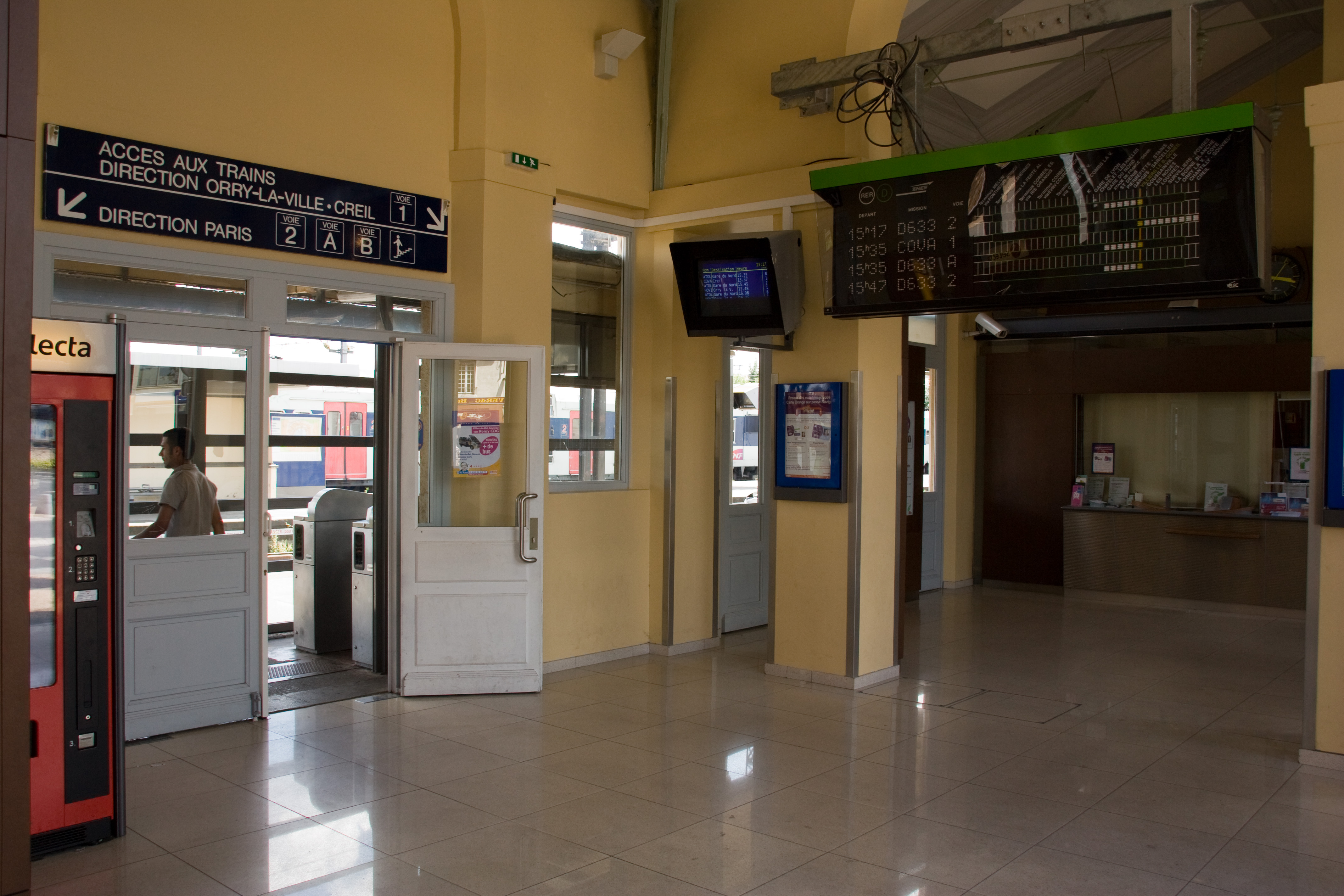
Hall, avec panneaux des arrivées et départs.
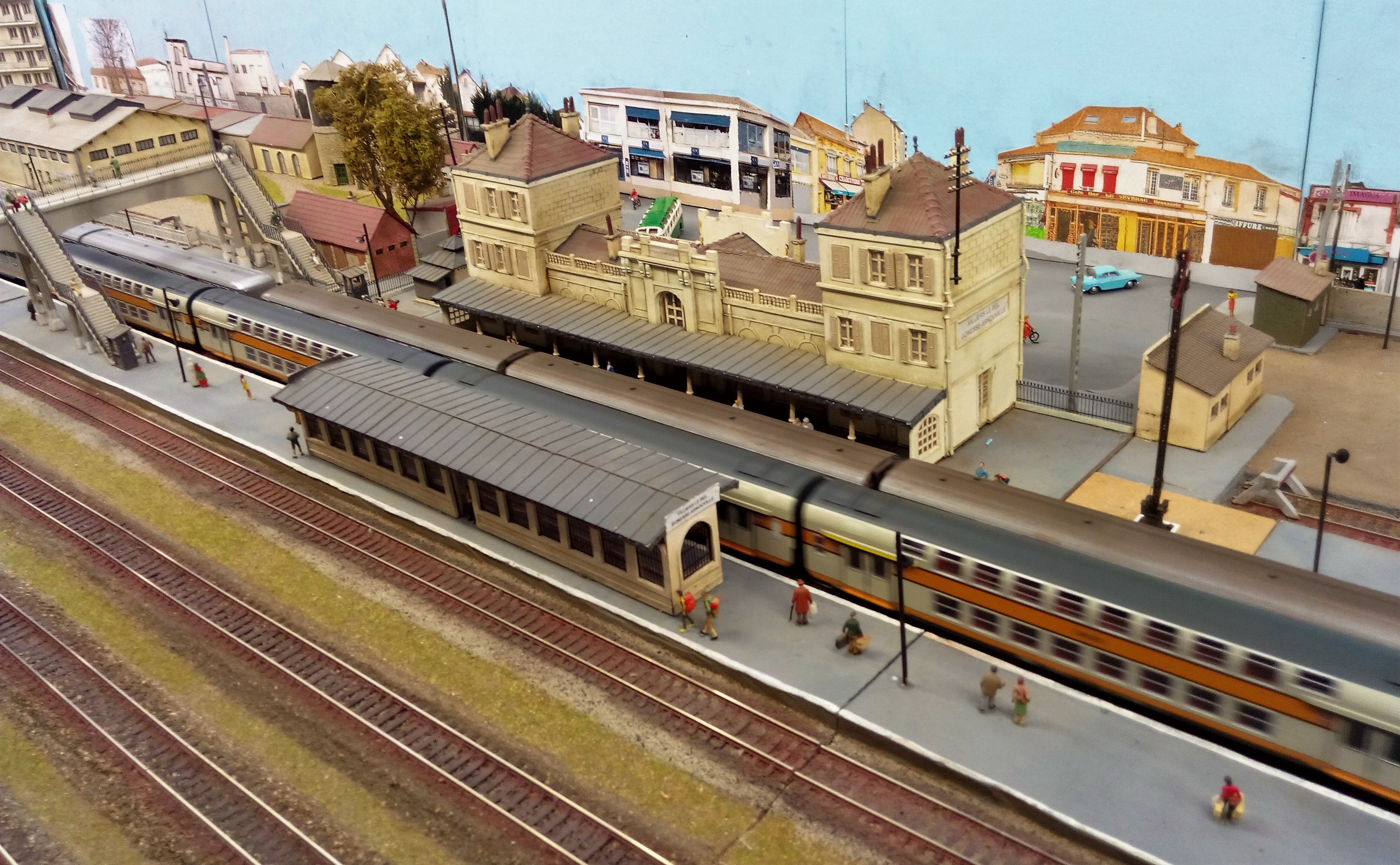
Maquette de la gare (Club ferroviaire de Villiers-le-Bel).